# Видра
Видра, обична видра, ријечна видра, европска или евроазијска видра (лат. Lutra lutra) је врста из породице куна, изузетно прилагођена животу у слаткој води. Познате су као веома вјешти пливачи.

## Физичке особине
Видре имају гипко и врло покретно тело. Грађа тела им је изузетно оспособљена за роњење. У води могу да издрже изузетно дуго, а за хватање плена се служе оштрим и снажним зубима.
Младунци науче да пливају за око 80 дана, када им крзно довољно порасте и постане водоотпорно. Пре тога они су јако невешти у води због меког крзна и практично се боје воде, тако да их у периоду када треба да почну да пливају мајка најчешће на силу гура у воду док не науче.

## Исхрана
Видре се првенствено хране рибом. У лову нису избирљиве, и по правилу лове плен који могу најлакше да ухвате. Ипак, омиљена храна су јегуље. Често сатјерају плијен у травом обрастао тјеснац и нападају га одозго својим снажним и оштрим зубима. Такође, неретко се видре хране на рибњацима зато што им је риба ту лако доступна. Знају направити доста пуно штете, нарочито на неограђеним и неосигураним рибњацима.
Поред риба, хране се и раковима, воденим инсектима, жабама, птицама, а понекад и младим кунићима и зечевима. Видре које живе у близини мора хране се раковима и разним морским рибама.

## Понашање
Видре су врло страшљиве, суздржљиве животиње које живе самачким животом. У лов иду претежно ноћу, а дан углавном проводе у својим јазбинама. Лове и хране се у бистрим и недубоким потоцима, а пожељно је да су ти потоци и обрасли густишем и да су у близини поплавних подручја. За видре је ипак најважније да је вода бистра и да обале пружају могућност скривања. У потрази за храном, видре често знају да се селе из једног ријечног подручја у друго, притом често прелазећи велике удаљености.
Видре обиљежавају своју територију изметом, и често је контролишу. Мужјак обично посједује велику територију, дужине од једног до четрдесет километара, а у просјеку око осамнаест километара, а женка са младунцима посједује нешто мањи простор у склопу територије мужјака.
Јазбине копају између коријења дрвећа у близини ријеке. Понекад користе и јазбине кунића и јазаваца ако нису далеко од воде, а често имају и по неколико својих јазбина које користе у зависности од тога гдје се затекну. Понекад користе и шупља дебла за јазбине, а понекад су јазбине тек рупе у земљи до којих је могуће доћи само из воде.

## Размножавање
Видре немају одређени период парења. У подручју једног мужјака живи неколико женки, и мужјак их посјећује када су спремне за парење. Мужјаци постају полно зрели са око 18 мјесеци старости, а женке са око 2 године.
Женке се коте отприлике 63 дана након парења, и доносе 1 до 4 младунаца. Првих четрдесетак дана младунци су потпуно беспомоћни и мајка их доји. Мужјаци не учествују у подизању младих. Након 8-9 мјесеци младе видре се први пут привремено одвајају од мајке, а постају потпуно независне од мајке са око 12 мјесеци.

## Распрострањеност
Некада су видре биле распрострањене широм Европе, али се данас ријетко срећу. Данас живе претежно у Уједињеном Краљевству, нарочито у Шетланду, затим у Италији, Норвешкој, сјеверу Русије, у Сибиру и на сјеверу Африке. Понајчешће граде станиште уз ријеке и канале код којих има густих шума, грмља и шипрага, како би се лакше у њима сакриле. Загађеност вода, а у прошлости појачан лов на видре помоћу ловачких паса, те улични саобраћај, све су чиниоци који су допринијели смањењу броја видри.

## Угроженост
Видре су некад ловљене због свог крзна, које се сматрало скупоцјеним, али су их убијали и рибари да им не би чиниле конкуренцију. Упркос томе, њихов број се није смањивао током година. Међутим, крајем 1950-их година је дошло до великог смањења њиховог броја због загађивања вода пестицидима (ОЦ и ПЦБ). Тај отров је загађивао њихово природно окружење, а и накупљао се у рибама које видре једу, тако да је велики број видри на тај начин угинуо.
Видре данас често страдају и у саобраћају. При обиласку своје територије често испадају на улице гдје им пријети брза вожња аутомобила и камиона.
Видра је данас заштићена законом у већини држава у којим живе, а у Европи су од 1979. године уведени и закони који забрањују употребу одређених пестицида, али њихов број се још увијек није значајно повећао. У Енглеској се, међутим, број њихових станишта повећао за око 55% између 1994 и 2002. године.

##### Занимљивости
1. За петнаест дана видра ће обићи цело своје ловно подручје које у опсегу има осамдесетак километара.
2. Крик разбеснеле видре може се на води чути и два километра далеко.
3. Видре су животиње које управо уживају у игри. У води се лудом брзином зајуре једна према другој, а кад већ мислиш да ће се сударити, само једни трзајем репа мењају правац, те се муњевито мимоилазе у последњем тренутку.
4. Кад киша пада, оне се потрбушке, са шапама забаченим страга, клижу низа стрме и клизаве обронке да би се стрмоглавице бациле у реку.
5. Зими се ваљају по снегу и спуштају низ залеђене стазе.
6. Видрина је јама право ремек-дело домишљатости. Састоји од простране коморе ископане у дубини и обележене меким слојем сена; од ње воде два тунела, један укосо наниже, те избија у води на дубини од метар и по, а други постепено пење да би избио на какво подаље и добро скривено место на сувом. Из те јаме видра може неопажено спуштати у воду и враћати на суво. Ако се водостај реке дигне, она ће потражити спас оним другим ходником.